# Laeviscutella dekimpei
Laeviscutella dekimpei és una espècie de peix pertanyent a la família dels clupeids i l'única del gènere Laeviscutella.

## Descripció
- Pot arribar a fer 4 cm de llargària màxima.
- 12-81 radis tous a l'aleta dorsal i 16-27 a l'anal.[4][5]

## Hàbitat
És un peix d'aigua dolça i salabrosa, pelàgic i de clima tropical (10°N-7°S, 6°W-15°E).

## Distribució geogràfica
Es troba a Àfrica: Benín, Burkina Faso, el Camerun, la República Democràtica del Congo, la República del Congo, la Costa d'Ivori, Guinea Equatorial, el Gabon, Gàmbia, Ghana, Guinea, Guinea Bissau, Libèria, Mali, el Níger, Nigèria, el Senegal, Sierra Leone i Togo, incloent-hi el riu Níger.

## Observacions
És inofensiu per als humans.